# Hudson, New York
Hudson, med smeknamnet The Friendly City, är en stad i Columbia County i delstaten New York i USA. Den är belägen strax öster om Hudsonfloden. Hudson är uppkallad efter den näraliggande floden, vilken i sin tur är uppkallad efter upptäcktsresanden Henry Hudson. Staden är administrativ huvudort i Columbia County.

## Geografi
Uppgifter från United States Census Bureau anger att stadens totala area uppgår till 6,0 km² (2,3 kvadratmiles), av vilka 5,6 km² (2,2 kvadratmiles) är land och resten, 0,4 km² (0,2 kvadratmiles), är vatten. Hudson är beläget på vad som först var en landtunga, utskjutande i Hudsonfloden mellan South Bay och North Bay, men båda vikarna är till stor del fyllda av och delvis förorenade av industriavfall. 
På andra sidan Hudsonfloden ligger Athens i Greene County; en färjelinje förband de två platserna under stora delar av 1800-talet. Mellan dem ligger Middle Ground Flats, ett före detta sandrev som växte, dels på grund av naturlig igenmuddring, och dels på grund av dumpning av muddringsmassor; idag är det bebott av hjortdjur.

## Tågtransport
Det rikstäckande tågföretaget Amtrak har en station i Hudson, som trafikeras av följande linjer:
- Adirondack, med trafik dagligen i båda riktningar mellan Montréal i Kanada och New York.
- Alla Empire Service-tåg, med trafik flera gånger om dagen i båda riktningar mellan New York och antingen Rensselaer eller Buffalo.
- Ethan Allen Express, med trafik dagligen i båda riktningar mellan New York och Rutland.
- Maple Leaf, med trafik dagligen i båda riktningar mellan New York City och Toronto i Kanada.

## Artikelursprung
Den här artikeln är helt eller delvis baserad på material från engelskspråkiga Wikipedia.